# James Lowther (1er vicomte Ullswater)
Pour les articles homonymes, voir James Lowther.
James William Lowther, 1er vicomte Ullswater, né le 1er avril 1855 à Londres et mort le 27 mars 1949,, est un homme politique britannique.

## Biographie
Il est le fils aîné de William Lowther, diplomate et homme politique conservateur,. Éduqué à Eton College, il étudie le droit au Trinity College de l'université de Cambridge et au Inner Temple à Londres. Il est admis au barreau en mai 1879. En 1883, sous l'étiquette du Parti conservateur, il est élu député du comté de Rutland à la Chambre des communes. Il siège ensuite pour la circonscription de Penrith de 1886 à 1921. En 1891 il est nommé ministre-adjoint aux Affaires étrangères dans le gouvernement de Robert Cecil, marquis de Salisbury, qui est alors son propre ministre des Affaires étrangères. En 1895 il est vice-président de la Chambre des communes, assistant William Gully.
En 1905, lorsque William Gully démissionne, les députés élisent James Lowther à la présidence. Il conserve cette fonction durant la Première Guerre mondiale et la guerre d'indépendance irlandaise. À sa démission en 1921, il est fait chevalier grand-croix de l'ordre du Bain et -comme le veut la coutume- est anobli, devenant le 1er vicomte Ullswater et siégeant dès lors à la Chambre des lords. À sa mort en 1949, à l'âge de près de 94 ans, c'est son jeune arrière-petit-fils, Nicholas Lowther (2e vicomte Ullswater), qui lui succède au titre de vicomte.